# 皮拉茹伊
皮拉茹伊是巴西圣保罗州的一个市镇。其总面积为819.432平方公里，总人口为20996人，人口密度为25.6人/平方公里。